# جنگ بزرگ یوکای: نگهبانان
جنگ بزرگ یوکای: نگهبانان (妖怪大戦争 ガーディアンズ Yōkai Daisensō Gādianzu) یک فیلم ژاپنی، ساخته سال ۲۰۲۱ در سبک فانتزی ماجراجویی به کارگردانی تاکاشی میکه است. دنباله فیلم جنگ بزرگ یوکای، این در ۱۳ اوت ۲۰۲۱ توسط توهو و کادوکاوا پیکچرز در ژاپن منتشر شد. در میان بازیگران فیلم از موجودات و شخصیت‌های مجموعه فیلم دایماجین دایئی فیلم موجود است.
این فیلم به صورت بین‌المللی در جشنواره بین‌المللی فیلم فنتیژا، در یک رویداد آنلاین در ۲۵ اوت ۲۰۲۱ به نمایش درآمد.

## بازیگران
- کوکورو ترادا در نقش کی واتانابه[۷]
- هانا سوگیساکی در نقش زن روباهی[۳][۸]
- ری اینوماتا در نقش دای واتانابه
- اوساوا تاکائو در نقش اینوگامی گیوبو[۳]
- نائو اوموری در نقش نائو اوموری[۳]
- ساکورا آندو در نقش اوبومه[۳][۹]
- یوکو اوشیما در نقش یوکی-اونا[۳][۹]
- ایجی آکاسو در نقش آمانوجاکو[۳][۱۰]
- تاکاهیرو میورا در نقش تنگو[۳][۹]
- رنجی ایشیباشی در نقش اوکوبی[۳]
- کنیچی اندو در نقش یدوکای[۳]
- هیروشی آراماتا در نقش آمفوری کوزو[۳]
- سومیره در نقش ایباراکیدوجی[۳][۱۰]
- تاکاشی اوکامورا در نقش آزوکیارای[۳]
- کوجی اوکورا در نقش شوجو[۳]
- هیکاکین در نقش یوکای هیکاکین[۳]
- ریونوسوکه کامیکی در نقش پروفسور کاتو[۱۱]
- آکیرا اموتو در نقش پیرمرد
- کازوکی کیتامورا در نقش تسونا واتانابه
- ناناکو ماتسوشیما در نقش ریکا واتانابه
- میرا آرای در نقش روکوروکوبی[۱۲]

## انتشار
اولین نمایش فیلم در ایالات متحده در ۲۸ اوت ۲۰۲۱ به عنوان بخشی از جشنواره فیلم ژاپن کاتز که توسط انجمن ژاپن در شهر نیویورک برگزار شد، انجام شد.

## اقتباس مانگا
در ۲۶ دسامبر ۲۰۲۰، یک اقتباس مانگایی از این فیلم توسط کادوکاوا در مانثلی شونن ایس پخش شد.